# Campaña de Japón
La campaña de Japón fueron una serie de batallas y enfrentamientos dentro y en los alrededores del archipiélago japonés, entre las fuerzas de los Aliados y del Imperio del Japón, único remanente de las Potencias del Eje, durante las últimas etapas de la guerra del Pacífico en el marco de la Segunda Guerra Mundial. La campaña de Japón duró aproximadamente desde junio de 1944 hasta septiembre de 1945.

## Guerra aérea
Los ataques aéreos periódicos sobre Japón fueron los primeros ataques emprendidos por las fuerzas aliadas. A finales de 1944, estas redadas fueron seguidas por un importante bombardeo estratégico de ciudades, fábricas y otra infraestructura de guerra en todo Japón, particularmente en:
- Operación Redada de Meetinghouse en Tokio (9-10 de marzo de 1945): 100.000 japoneses murieron, en su mayoría civiles, incluso en la conflagración que siguió al bombardeo incendiario.

- Bombardeo de Kure (24-28 de julio de 1945): la mayoría de los grandes buques de guerra japoneses supervivientes se perdieron, dejando al Nagato como el único buque capital que quedaba en el inventario de la Armada Imperial Japonesa.

- Bombardeo atómico de Hiroshima (6 de agosto de 1945): De aproximadamente 90.000-140.000 muertes, 20.000 fueron combatientes japoneses y 20.000 fueron trabajadores esclavos coreanos.

- Bombardeo atómico de Nagasaki (9 de agosto de 1945): de aproximadamente 39.000 a 80.000 muertos, 27.778 eran trabajadores de municiones japoneses, 2.000 eran trabajadores esclavos coreanos y 150 eran combatientes japoneses.

Los ataques aéreos provocaron graves daños a la infraestructura japonesa y la muerte de entre 241.000 y 900.000 ciudadanos japoneses (en su mayoría civiles), así como la pérdida de miles de aviones y cañones antiaéreos. Los aliados, a su vez, solo perdieron unos pocos cientos de aviones (en su mayoría bombarderos) ante las defensas antiaéreas y los cazas japoneses.

## Batallas terrestres y navales
A principios de 1945, hubo dos grandes batallas insulares:
- La batalla de Iwo Jima (del 16 de febrero al 26 de marzo): de aproximadamente 21.000 defensores japoneses, solo 216 sobrevivieron.
- La batalla de Okinawa (del 1 de abril al 21 de junio): de aproximadamente 100.000 defensores japoneses, solo sobrevivieron 24.455.

También hubo dos batallas navales:
- Operación Ten-Gō (7 de abril): la mayoría de los buques japoneses comprometidos se perdieron.
- batalla de la bahía de Tokio (22 y 23 de julio de 1945): la mayoría de los buques japoneses comprometidos sufrieron graves daños o se perdieron.

Los buques de guerra aliados también bombardearon varias ciudades japonesas durante julio y agosto de 1945.
Las batallas de Iwo Jima y Okinawa predijeron lo que se esperaba cuando las islas de origen japonesas fueran atacadas. Iwo Jima y Okinawa se perdieron solo después de que se superó una resistencia extremadamente feroz. En ambos casos, los japoneses se negaron a rendirse y hubo pocos supervivientes. Si bien las pérdidas japonesas fueron extremadamente altas, las fuerzas aliadas pagaron un alto precio para tomar ambas islas.
Las operaciones navales incluyeron una contraofensiva japonesa suicida el 7 de abril de 1945 (Operación Ten-Go), para aliviar a Okinawa y una campaña aliada para colocar minas aéreas y submarinas en las rutas marítimas japonesas. Esto fue ilustrado por la interdicción de superficie naval de la Bahía de Tokio en julio de 1945.
A fines de 1945, la Unión Soviética lanzó una serie de invasiones exitosas de los territorios del norte del Imperio del Japón, en preparación para la posible invasión de Hokkaidō:
- Invasión de Sajalín del Sur (11-25 de agosto)
  - Aterrizaje de Maoka (19-22 de agosto)
- Invasión de las islas Kuriles (18 de agosto al 1 de septiembre)
  - Batalla de Shumshu (18-23 de agosto)

## Final
La Segunda Guerra Mundial terminó con la rendición de Japón tras los bombardeos atómicos de Hiroshima y Nagasaki. Antes de esos dos ataques, Japón no estaba dispuesto a rendirse. El bombardeo de ciudades japonesas provocó la muerte de 350.000 civiles, pero no hizo que el gobierno se rindiera. El gobierno japonés estaba claramente preparado para luchar contra una invasión aliada de las principales islas del archipiélago tan ferozmente como había defendido Iwo Jima y luchado en la isla de Okinawa.
La campaña de Japón tenía la intención de proporcionar áreas de parada y preparación para una posible invasión aliada de Japón y apoyar las campañas aéreas y navales aliadas contra el territorio japonés. Japón todavía tenía un ejército nacional de aproximadamente dos millones de soldados y recursos suficientes para paralizar una invasión aliada. En consecuencia, si esa invasión hubiera sido necesaria, lo más probable es que hubiera resultado en un número de muertos mucho mayor para ambos lados.

## Biografía
- Drea, Edward J. (1998). In the Service of the Emperor: Essays on the Imperial Japanese Army. Nebraska: University of Nebraska Press. ISBN 0-8032-1708-0.

- Datos: Q709352